# 空氣中的視聽與幻覺
《空氣中的視聽與幻覺》是台灣獨立音樂樂團蘇打綠於2004年5月30日政大School Rock演唱會現場發行的一張單曲，內含《空氣中的視聽與幻覺》及Remix版的《空氣中的視聽與幻覺》（稱作《Air》），前者主要音樂類型為抒情搖滾，後者為迷幻搖滾，兩者皆以清亮的曲風想要表達蘇打綠「清新」的樂團特色，主唱青峰甚至將「Sodagreen」解釋為一種有清新感的音樂類型的名詞。

此單曲是蘇打綠加盟林暐哲音樂社後的第一張單曲，也是蘇打綠自創團以來第一張商業音樂CD。
2014年為蘇打綠出道十年，蘇打綠以《空氣中的視聽與幻覺》為十周年巡迴演唱會的主題。

## 曲目
| 曲序 | 曲目               |
| ---- | ------------------ |
| 1.   | 空氣中的視聽與幻覺 |
| 2.   | Air                |

## 外部連結
- Air MV （页面存档备份，存于）（Youtube）